# Levi Woodbury

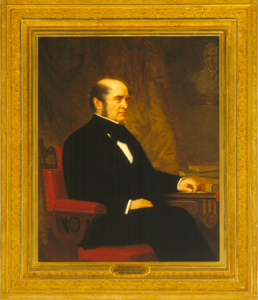
Porträtt av Levi Woodbury

Levi Woodbury, född 22 december 1789 i Francestown, New Hampshire, USA, död 4 september 1851 i Portsmouth, New Hampshire, var en amerikansk politiker och jurist.
Han studerade vid Dartmouth College och sedan fortsatte han med juridikstudier i Litchfield, Connecticut. Han inledde 1812 sin karriär som advokat i New Hampshire. Han var domare i delstaten New Hampshires högsta domstol 1816-1823 och guvernör i New Hampshire 1823-1824.
Woodbury var 1825 talman i New Hampshire House of Representatives, underhuset i delstatens lagstiftande församling. Därefter var han ledamot av USA:s senat från New Hampshire 1825-1831. Woodbury var som demokratisk senator en trogen anhängare av president Andrew Jackson.
Jackson utnämnde honom 1831 till USA:s marinminister och sedan 1834 till finansminister. Han tjänstgjorde som finansminister under resten av Jacksons andra mandatperiod och under hela Martin Van Burens mandatperiod som USA:s president.
Woodbury var 1841-1845 på nytt senator från New Hampshire. Han stödde James K. Polk i 1844 års presidentval. Polk utnämnde honom 1845 till domare i USA:s högsta domstol. Woodbury avled 1851 i domarämbetet.
Woodbury County i delstaten Iowa har fått sitt namn efter Levi Woodbury.